# Kavatina
Kavatina (italsky cavatina) je druh operní árie, v níž se některá z postav (a tedy i některý z interpretů) objevuje samostatně na jevišti. Tento druh se vysyktoval v italské opeře především v období Ottocenta. V italském prostředí je možné setkat se také s označením aria di sortita.

## Struktura
Dvoudobá struktura kavatiny 19. století, v níž se má divák seznámit s formální charakteristikou postavy, je vlastně typickou formou árie v opeře na počátku 19. století v Itálii. Od kavatin se očekávalo náročné vokální zpracování, které zpěvákovi umožňovalo předvést své dovednosti, a co možná nejlépe se tak představit obecenstvu. Kavatina se zpravidla zpívala při vstupu postavy na scénu a jejím smyslem pak bylo seznámení s jejím charakterem či posláním.
Od da capové árie, typické formy Settecenta, se liší absencí kontrastní střední části a částí "da capo". V 18. století se výrazu kavatina občas užívalo jako zdrobněliny slova cavata, formy 17. století s poněkud odlišným významem. Ve tvaru cavatine se výraz výjimečně používal také ve francouzské opeře 19. století.

## Slavné kavatiny
- Largo al factotum, kavatina Figara z Lazebníka sevillského (Rossini)
- Ecco, ridente in cielo, kavatina hraběte Almaviva ze stejné opery
- Di tanti palpiti, kavatina Tancrediho z opery Tancredi (Rossini)
- Casta Diva, kavatina Normy z opery Norma (Bellini)
- Regnava nel silenzio, kavatina Lucie z opery Lucie z Lammermooru (Donizetti)
- Questa o quella, kavatina Vévody z opery Rigoletto (Verdi)
- Porgi amor a Se vuol ballare, kavatiny z Mozartovy opery Figarova svatba